# 狼之钩
狼之钩（德語：Wolfsangel，發音：[ˈvɔlfsˌʔaŋəl] ⓘ，發音：[kʁɑ̃pɔ̃] ⓘ），源自德国的符号，其灵感来自古代用于捕狼的狼钩，常被用作纹章寓意物。

## 来源

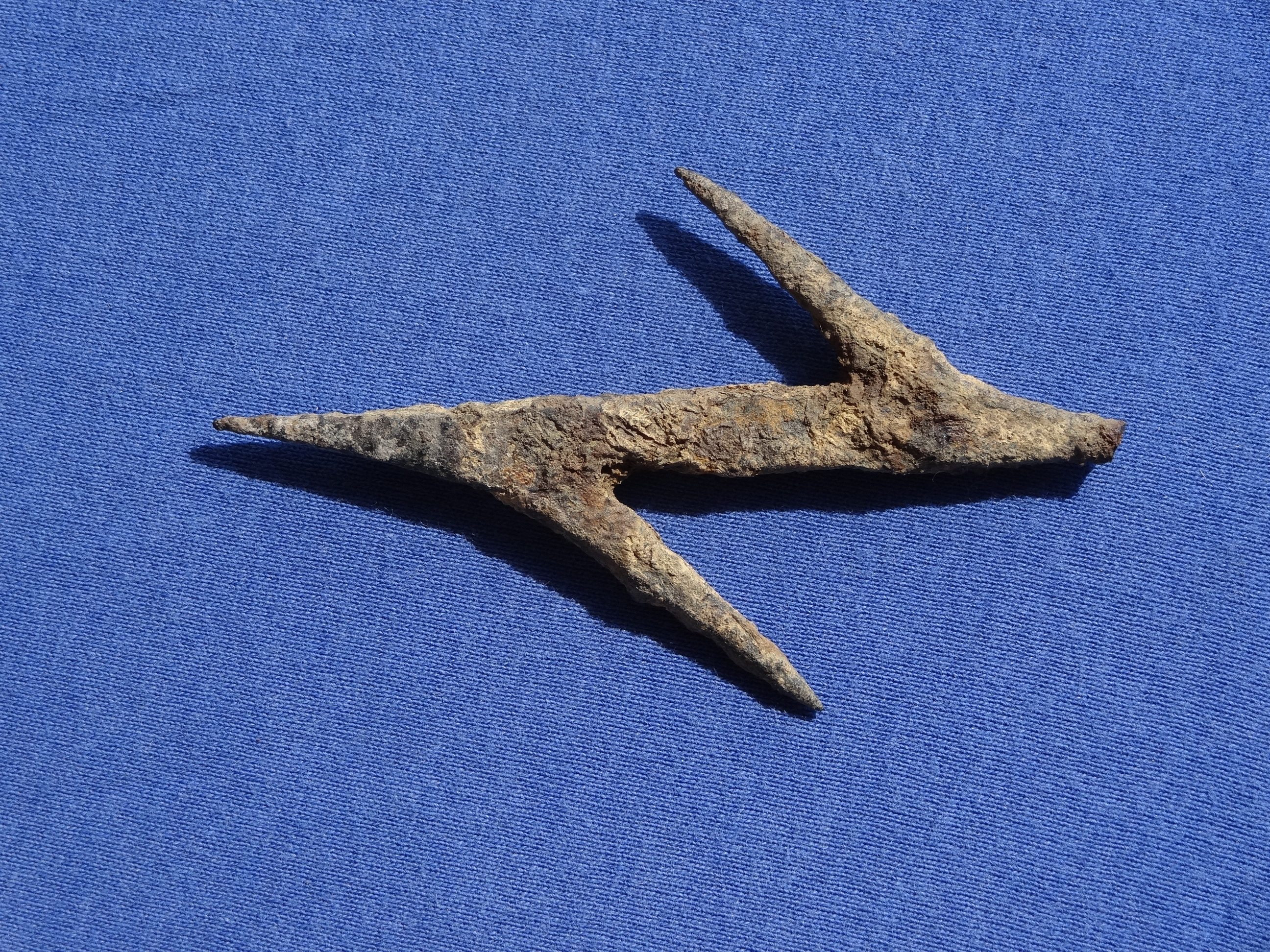
8世纪的狼钩，2014年发现于德国黑森州利希的加洛林时期的阿内斯堡别墅

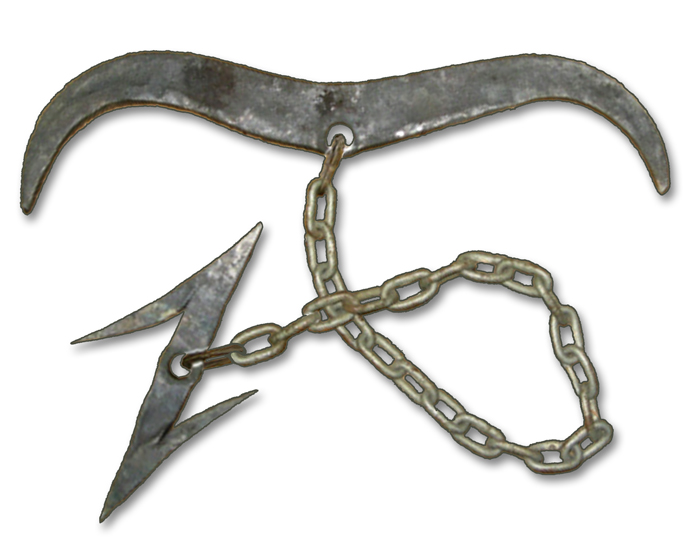
复原的狼钩

## 历史

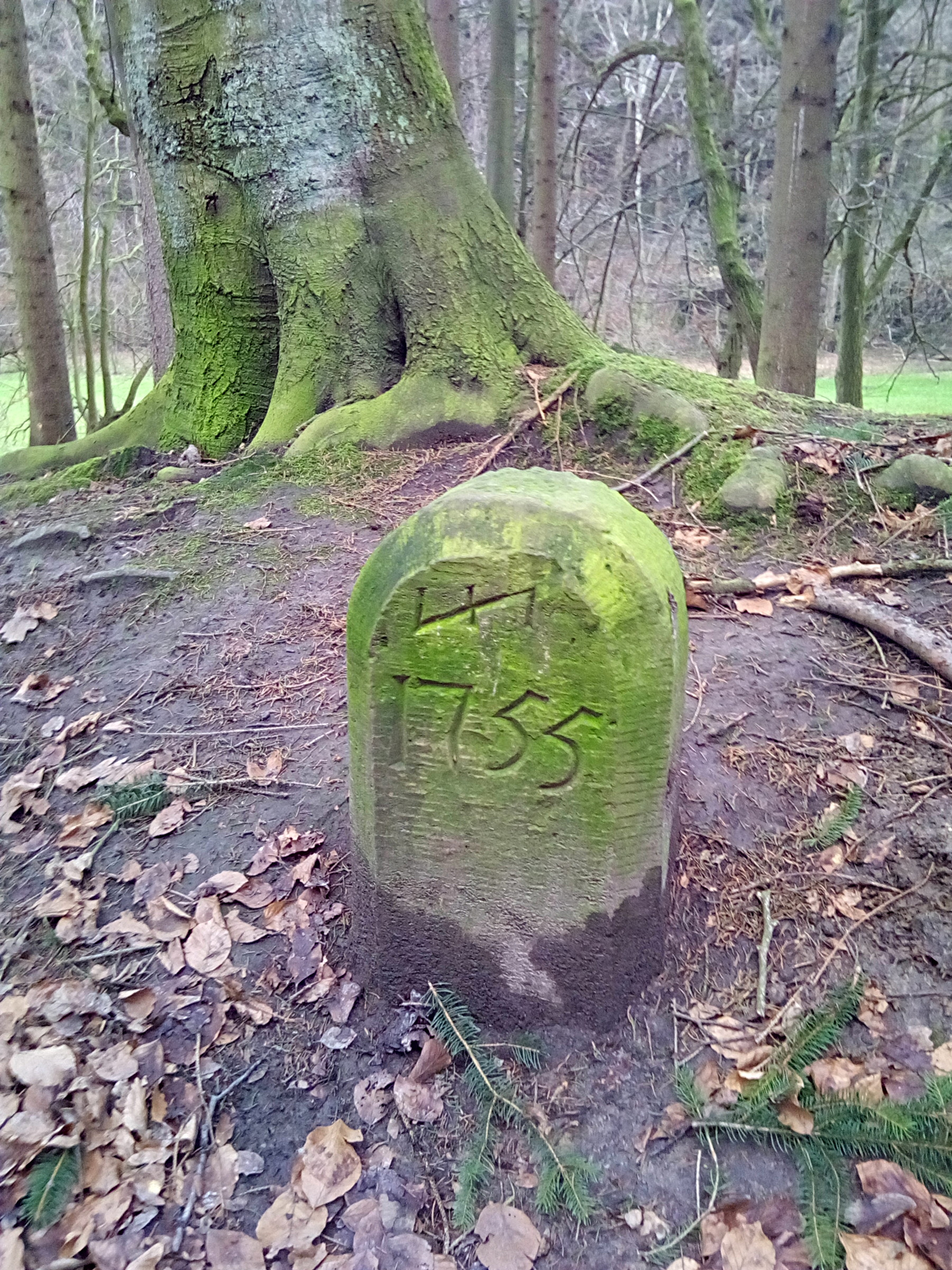
德国巴尔辛豪森一块界碑上的狼之钩标志